# Thomas Bachofen von Echt

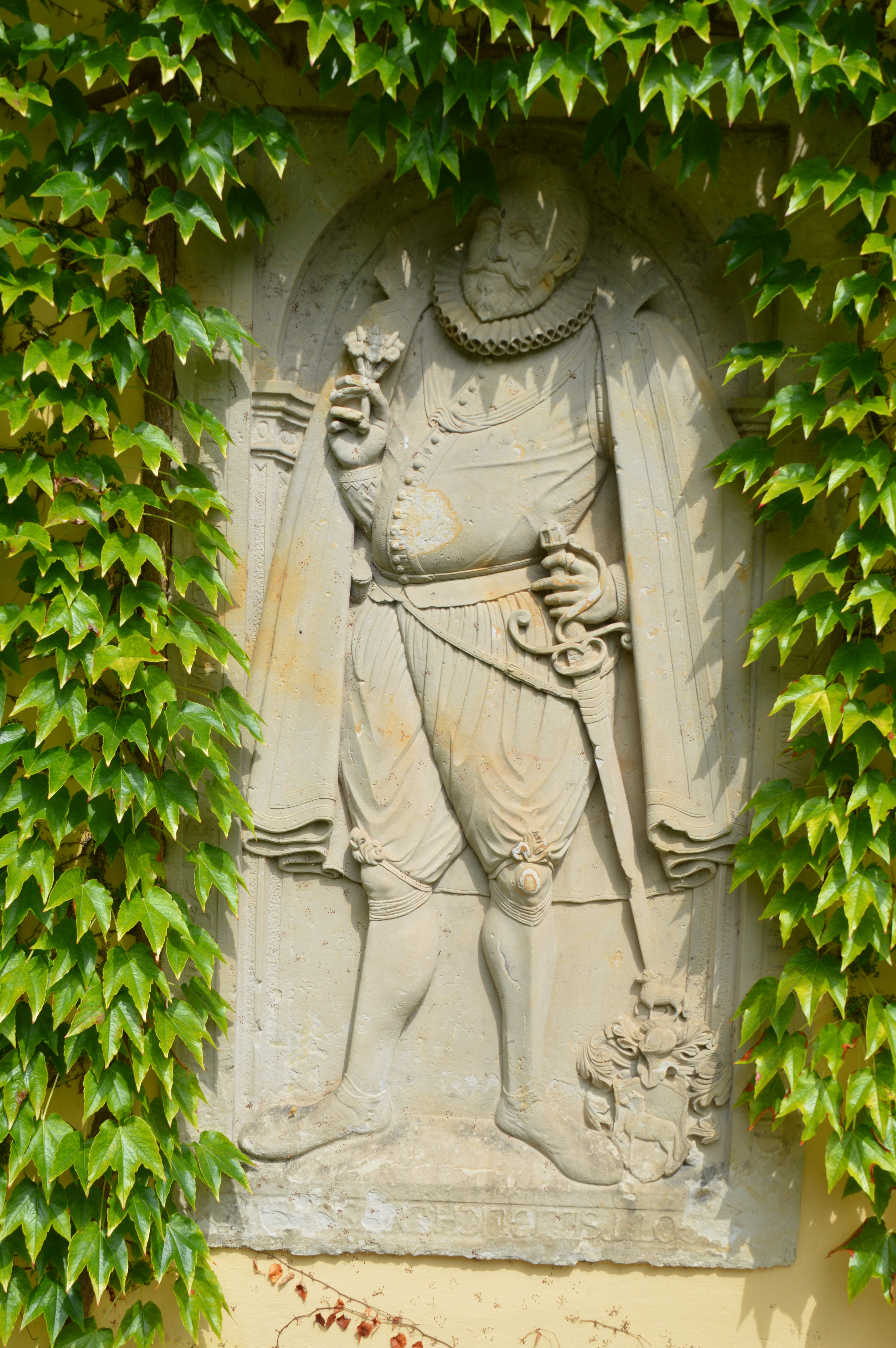
Grabplatte nach ihrer Wiederentdeckung

Thomas Bachofen von Echt (auch Thomas Bachoffen; * Juni 1540 in Köln; † 4. Februar oder 12. Juli 1597 in Gotha) war ein deutscher Kaufmann und Bürgermeister von Gotha.

## Leben
Thomas Bachofen von Echt kam um 1570 von Köln über Wittenberg nach Gotha. Er hinterließ eine große Summe Geld, welche, aufgeteilt und verzinst, jedes Jahr am St. Thomastage auf dem Rathaus an die Armen ausgegeben wurde. Es war das sogenannte „Jährliche Thomasgeld“. Er wurde auf dem „alten Gottesacker“ in einer speziell für die Familie gebauten Gruft beigesetzt. Die Gruft wurde im Jahre 1848 fortgerissen und nur der Grabstein blieb erhalten. 1887 wurde der Stein im Auftrag von Karl Adolf Bachofen von Echt nach Wien-Nussdorf gebracht. Später wurde der Stein auf das Gut Murstätten seines jüngsten Sohnes Reinhard in der Südsteiermark gebracht, wo er 2016 wiederentdeckt wurde.